# سیپارای
سیپارای (اندونزیایی: Ciparay) شهری در استان جاوه غربی کشور اندونزی است. جمعیت این شهر بر اساس سرشماری سال ۱۹۹۰ میلادی، ۱۱۱٫۴۶۷ نفر و بر اساس سرشماری سال ۲۰۰۰ میلادی، ۱۱۳٫۷۴۵ بوده که در سال ۲۰۰۷ میلادی به ۱۱۴٫۰۵۲ نفر افزایش یافته‌است.